# Мохач
Мохач (мађ. Mohács, тур. Mohaç) је град у јужном делу Мађарске, у јужној жупанији Барања. Налази се на десној обали Дунава, близу тромеђе Мађарске са Србијом и Хрватском.
Мохач је једно од места у данашњој Мађарској са још увек живом, мада малобројном српском мањином (око 150 становника по последњем попису).

## Природне одлике
Град Мохач налази у крајње јужном делу Мађарске, близу државне границе са Србијом и Хрватском. Од Будимпеште је удаљен 210 км јужно.
Историјски гледано, Мохач припада мађарском делу Барање. Подручје око насеља је равничарско (Панонска низија), приближне надморске висине око 90 m.
Насеље је на Дунаву, на његовој десној обали. Дунав непосредно низводно од града прави простране мочваре Карапанџа.

## Историја
Мохач (јављао се и српски назив — Мухач и Муач) поседује дугачку и богату историју — од кампа војске Античког Рима, преко седишта управних јединица током 16. и 17. века угарског и османског царства, до савременог града, седишта истоименог барањског среза. У околини Мохача одиграле су се две значајне битке, које означавају почетак и крај османске владавине на просторима данашње Мађарске. Обе су познате под називом Мохачка битка, прва из 1526, а друга 1687. године. У првој бици када су Турци победили, борило се на угарској страни много Срба, предвођених великашима Радичем Божићем, Томом Бошњаком и браћом Јакшићима. Изгинули су током битке Радич и један од браће Јакшића. После аустријске ратне победе код Мохача, ослобођени су град и околина од турског ропства 1687. године.
Годишњи вашар или „трг” постоји у граду Мохачу вековима. Тако, и пре и после 1827. године, одржаван је неколико пута: 25. фебруара, 17. априла, 24. јуна, 11. новембра и 21. децембра. Градић је 17. јануара 1841. године од краља Угарске добио диплому, којом се у Мохачу установљава стални уређен Магистрат. Између 1853. и 1856. године, грађен је „гвоздени пут” тј. жељезничка пруга, на десној обали Дунава. Пруга, поред важне природне саобраћајнице као што је Дунав, има велики економски значај, повезује Печуј и Мохач, да би се потом даље остварила комуникација са Осијеком. Апотекар у Мохачу је 1860. године био Квирин Валентовић, који представља део бројног корпуса нашег национа — „Срба католика” у Барањи. Када је епископ будимски Лукијан Богдановић маја 1899. године у Мохачу започео канонску визитацију, посетио је поред српских и православних институција и градске — капуцинерски манастир и болницу. Када се још није знала судбина Барање, ту су радило на повезивању са матицом — југословенском краљевином. Тако је 1919. године путујући атлета из Лике, Марјан Матијевић након демонстрирања своје снаге, поклонио новац зарађен од улазница, ратним инвалидима и њиховим породицама у „нашем” Мохачу — 1000 круна. Између два рата у Мохачу је радила због пристана на Дунаву, као инострана агенција, фирме „Речна пловидба Краљевине Југославије”.

## Становништво
Према подацима из 2013. године Мохач је имао 17.738 становника. Последњих година број становника опада.
Етнички и верски састав: Данас претежно становништво у насељу су Мађари римокатоличке вероисповести, међутим током историје градско становништво је било значајно шароликије.
Према попису из 2011. године етнички састав је следећи:
- Мађари — 84,2%,
- Немци — 9,7%,
- Хрвати — 3,9%,
- Роми — 3,0%,
- Срби — 0,6%.

Срби у Мохачу су данас део српске заједнице у Мађарској. Они су на овим просторима присутни још од средњег века, а посебно од времена османске владавине Панонијом. Током времена Аустроугарске српски живаљ постепено се бројчано смањује.
Стварањем Мађарске у данашњим оквирима и разграничењем између ње и Краљевине Срба, Хрвата и Словенаца највећи број Срба (око 90%) у граду и окружењу се одлучио за добровољно пресељење у матицу, па се највећи број њих иселио између два светска рата (1920-е и 1930-е). Преостала заједница је током последњих деценија значајно асимилована, па су данашњи Срби у Мохачу и околини постали веома малобројни (2-3 стотине душа).

### Попис 1910.
| Мохач | Мохач |
| --- | --- |
| Језик | Вера |
| укупно: 17.092 Мађарски 10.634 (62,21%) Немачки 2.081 (12,17%) Српски 809 (4,73%) Хрватски 139 (0,81%) Словачки 10 (0,05%) Румунски 2 (0,01%) остали 3.417 (19,99%) | укупно: 17.092 Римокатол. 13.701 (80,16%) Калвинисти 1.418 (8,29%) Јевреји 963 (5,63%) Православци 911 (5,32%) Лутерани 85 (0,49%) Гркокатолици 13 (0,07%) остали 1 (0,00%) |

Напомена: У рубрици осталих језика највећи број особа исказао је шокачки, а мањи део ромски језик. У 1952. смањено за издвојене делове насеља: Алшолег (део), Балажсалаш, Баратокмехесе, Боог, Чебе, Хоморуд, Куташ (део), Риха, Шарош (део) и Ујфоки која су ушла у састав новог самосталног насеља Хоморуд.

## Срби у Мохачу
Срби су још од 12. века присутни на барањском простору, месту Мохачу и околини. Код Мохача се налазило село Челе у којем је радио 1331. године водени млин на реци званој Челе. По сачуваним документима власници те воденице биле су српске породице: Поповић, Стајевић, Деспинић и Крстић. По једном од сувласника Василију Поповићу и воденица се звала „Васо”. Будимска епархија заузима велики пространство у 14. веку. У Мохачу је крајем 17. века столовао православни владика Ефтимије Тетовац. Срби су се у то време већ населили по варошима и већим местима. Бројност нашег народа се повећавала до краја 19. века.
Тако је 1731. године било у Мохачу само 17 српских домова, а 1796. године избројано је 470 душа. Записано је 1735. године да се у храму причестило 103 православних Срба, захваљујући поп Стефану. Били су то следећи домаћини: Мирков, Новаков, Деспинић, Ђукић, Малешев, Клокуч, Михалов, Мишков, Апарац, Мајшанац, Дадајић и Дринић. За српску школу издвајала је та општина („Мухач”) 1745. године годишње по 6 ф.
На српском црквено-народном сабору одржаном 1790. године у Темишвару, учествовао је као посланик поп Кузман Марјановић прота мохачки. На челу вароши Мохача 1827. године су Срби: велики биров Георгије Крестић (адвокат) сенатор Паво Шилић. По Витковићевом извештају у Мохачу је 1847. године било 596 Срба, а две деценије касније 1867. године има их стотинак више - 686 душа. По попису мохачке парохије из 1866. године у њој је било 747 Срба православних, а парохија је једна, али сиромашне — шесте класе. За српски црквено-народни сабор у Карловцима, највишу аутономну власт Срба у аустријској царевини, постоји 1872. године и мохачки изборни срез са бирачким местом у граду Мохачу. А 1890. године било је пописано српских житеља 777 на броју. Срби своје посланике за црквено-народни сабор 1891. године бирају у будимској епархији само на два места, у Мохачу и Сентандреји. Године 1902. црквене више власти су одобрила оснивачка писма три фондације у Мохачу, које су дала три пожртвована Србина, за добробит православне цркве.
По давању дипломе од стране цара Леополда — Патријарху српском Арсенију Чарнојевићу, 11. децембра 1690. године, населили су се Срби у множини у Мохачу, Егри, Ђуру, Коморану, Печују...Мађари су били непријатељски расположени, тако да нису смели ући у вароши него су прво подизали шаторе око њих. Војници српски са друге стране узимани су радо за чуваре по мађарским градовима. Столовао је 1691. године у Мохачу, избегли епископ Ефтимије Тетовац. На име донације нашој цркви, дато је од стране државе „притјажение0” замка „Секче” тј. Сечуј код Мохача, са правом држања четири годишња „трга” тј. вашара. То је добио каже се у писму, Патријарх српски Арсеније и наследници његови. Међутим, после извесног времена (1703) одузето је то имање, а дато у замену друго, да буде трајније. Године 1706, 15. јула уступају се Патријарху — имање „Даљ” и села „Вељо брдо и Борово”. До 1733. године постојала је засебна епархија „Мохачко-пољска”. Спојени су њен мохачки срез (протопрезвират) и будимска епархија 1733. године, и то су два једина протопрезвитерата у дијецези: мохачки и будимски. Стефан Станковић епископ будимски имао је зато 1830. године у свом наслову и називе: свето-андрејски, пештански, стоно-београдски, мохачки и сигетски.
У Мохачу одавно постоји српска православна црква, и парохијски живот траје око ње. По државном шематизму православног клира из 1846. године, у месту је основано православно парохијско звање и црквене матичне књиге се воде од 1752. године. По српском извору из 1905. године звање и матрикуле почињу да функционишу 1777. године.
Првобитна српска црква грађена је у 17. веку по насељавању. Садашња црква је подигнута 1752. године а изузетно висок торањ — 1773. године (или 1777?). Посвећена је празнику Силазак Св. Духа (Сошествије), и налази се у старом језгру града, надомак Дунава. Иконописац Павел Ђурковић се бави послом у цркви у Мохачу, између 1801-1804. године. Иконостас је радио у 19. веку и „мало познати” Чок Мор, у маниру сликара Уроша Предића. У мохачком православном храму се данас чува много икона из барањских православних цркава, ту пренетих. Као купци две српске књиге јављају се у Мохачу 1827. године, Арсеније Вујић живописац Печварски (ту и 1824) и Манојло Хаџић златар. То би могло да значи да су тада и једној од цркава мохачких имали посла. Поменути Емануил Хаџић се 1843. године, такође у Мохачу назвао „среброрезац”. Године 1846. у Мохачу у парохији је било 596 православаца, а парох је био протопрезвитер мохачки Јован Живковић (ту и 1820). Мохачу припада и парохијска филијака Куликет, о којој нема података. Ту је одавно седиште протопрезвитера мохачког, у чијем саставу је 1904. године било 29 парохија и 17 парохијских филијала. По бројности и компактности Срби у Барањи су били испред оних у будимском протопрезвитерату. Храм је по конкурсу „на мањак” 1902. оправљан, а добио је нови иконостас, тронове и певнице. Радове на рестаурацији водио је инжењер јеванђелист Милан Харминц из Будимпеште. Месеца јула бирали су сликара за моловање икона на иконостасу, певница и тронова, за 5000 к. Иконостас је пројектовао исто арх. Харминц. По одобрењу Будимске конзисторије из септембра 1902. године дозвољено је да се стари иконостас скине и размонтира „а иконе старог иконостаса вернима бесплатно разделе”.
Свештеници српски су били наши први учитељи, они предњаче и као купци књига. Још 1794. године чувену Рајићеву историјску књигу добија поп Сава Косић. Парох Јаков Живковић са Георгијем Поповићем купцем и инспектором школским, и неколико мештана купио је српску књигу 1809. године. Стручну практичну књигу о пчеларству узели су 1810. године становници мохачки: Јован и Ефтимије Димитријевић купеци. Онда је 1814. године поп Јован Живковић заједно са четири члана „комунитета” мохачког, прибавио две вредне српске књиге. Он ће набављати књиге и касније, као 1834. године. Црквени тутори 1824. године били су у Мохачу: Ефтимије Стајевић и Георгије Крестић. Мохачки парох Јован Поповић служио је 33 године при цркви Св. Тројице у Мохачу, и умро 1808. године. Тај храм данас више није православан, али његов споменик се сачувао у црквеном зиду. Протопрезвитер мохачки је 1820. године поп Косић. Петар Пачић мохачки трговац био је 1827. године тутор у месној цркви, а Андреј Андрејевић је тада месни парох.
Поменути Јован Живковић је дуго био парох па протопрезвитер мохачки (1814-1844). Поп Живковић који је тада протопрезвитер се јавља 1841. године, као скупљач претплате једне душекорисне књиге, коју је превео прота сегедински Павле Стаматовић. Узео је поп Јован и Булићев земљопис 1824. године. Њега је наследио Драгутин Грујић прота и члан конзисторије (1853). Живковић је ревносни скупљач претплате готово сваке године међу својим парохијанима. „Муачки” парох Добр. Михајловић да је 1866. године за школски фонд 2 ф. 60 нов. као „окружни школски управитељ”.
Године 1892. прота је био као администратор Радослав Андрић. Затим је 1900. године потврђен је за месног пароха Душан Которач. Прота мохачки и срески школски надзорник је између 1894-1906. године био Гаврил Бољарић. Гавро Бољарић се удружио са Тајшановићем, па су заједно ставили у ноте читаво српско црквено појање. Ту нашу православну драгоцену духовну баштину су објавили у 15 свезака. После његове смрти јануара 1906. године, расписан је стечај за новог протопрезвитера, уз чије место иде парохија четврте класе. Изабран је нови протопрезвитер 1906. године и уведен 1907. у звање поп Јован Бешлић, родом из Сентандреје. Његов помоћник капелан је јеромонах Сергије Јанковић родом из Мајиша.
Капелани протопрезвитерски у Мохачу су се често смењивали, и обично су били калуђери јеромонаси. Јеромонах Лаврентије Томић је 1896. године тражио накнаду за „селидбене трошкове”. За парохијског капелана је 1907. године именован — јеромонах Сергије Јанковић. У то време, исте године помињу се чак два администратора, који су кратко чинодејствовали: Јеромонах Севастијан Перић је 1907. године своје место препустио новом, јеромонаху Спиридону Спасићу. Парох мохачки Никола Глигоријевић био је у Печују 1931. године, осуђен на 1,5 године затвора због увреде „Гувернера и целе мађарске нације”.
На српском православном гробљу у Мохачу, у његовој средишту налази се гробљанска капела грађена 1848. године. Изгледа да је то задужбина породице Деметровић. У капели посвећеној празнику Св. цара Константина и царице Јелене, налазе се делови иконостаса из Српског Гарчина, са најстаријим иконама из 18. века. Православно српско гробље се иначе налази на северној страни града, близу Дунава, и садржи данас 393 конзервирана споменика.
Биров мохачки иначе купац био је 1824. године Јован Димитријевић. Георгије Крестић мохачки биров био је 1827-1831. године и директор локалних школа (и 1824), а трговац Петар Пачић тутор школски. Мађарско-српску граматику узели су 1833. године и грађани Мохача. Били су то: Јован Живковић прота мохачки, Георгије Крестић месни школски директор, Венјамин Станковић купец и Димитрије Косић учитељ.
Још 1844. године група пожртвованих мохачких грађана је преко дописа новинама, објавило јавности да ће они сваке године по један дукат дати за школски фонд. За заиста основан фонд сомборског „Школског листа”, прилог је дала општина Мохач и 1867. године у износу од 16 ф. У вароши Мохачу је као и у Баји радила гимназија, са које се настављало школовање у Кечкемету.
Стефан Обрадовић је 1824. године учитељ и пренумерант мохачки. Тада је Јован Поповић „надзиратељ школски” у месту. У 1846. години у месту је српска народна школа, са 42 ученика, којима је предавао учитељ Лазар Теларевић. Директор школски је био 1846. године Димитрије Крестић трговац и сенатор. Из расписаног конкурса за „муачког учитеља” из 1869. године види се шта нуде новом учитељу. Његова годишња плата је „шарена”: 200 ф. са додатком за пофторну (недељну) школу 21 ф., затим 10 фунти лојаних свећа, шест хвати дрва, стан, те приход од „већег укопа” 40 кр, од „мањег укопа” - 20 кр, а од венчанице још по 20 крајцара. Постоји такође српска народна школа, за коју се 1896. године каже да је по закону уређена. Основна плата за учитеља у Мохачу и другим већим местима била је наредбом епархијских власти прописана на 1100 круна. Мохачки познати учитељи су били: Драгутин Грујић (1824-1827), Адам Драгосављевић (1828), Теодор Хоџић или Оџић (1831) ђакон и учитељ, Стефан Обрадовић (1820-1834), Лазар Теларовић (1846-1847), Дмитар (Димитрије) Косић (1864-1868), Ђорђе Јанковић (1897-1907), Димитрије Стојачић (до 1912).
Међу мохачким учитељима највреднији пажње је умни Адам Драгосављевић (1800-1862), који се јавља као добар зналац грчког и латинског језика. Вредни Барањац по рођењу, најпосвећенији је филологији, поред писања за часописе „Српски летопис” и „Бачку вилу”, стигао је да напише или преведе запажених неколико књига. Поменућемо само београдско издање, његове књиге из 1840. године: „Постанак словенских слова и писменост каква је и каква треба да је у српском језику”.
У Мохачу је увек било Срба адвоката, од којих је био најамбициознији др Јосиф Јагић. Он је по својем афинитету постао 1887. године члан „Удружења јавних правозаступника” у Краљевини Србији. Мохачанин је уплатио 12 ф. чланарине, да би постао њен ванредни члан (из иностранства), и добијао службени лист „Бранич”, који је излазио у седишту удружења у Београду. Јагић је био земаљски посланик биран у Барањи, и угледао се на знамените Србе правнике и политичаре у Угарској, Илију Вучетића и Светислава Касапиновића. Јагић је био једно време председник црквене општине (1902), а јавност га зна по хуманом гесту из 1897. године, када је за ново сазидану школу у барањском селу Борјаду, купио учила вредна 100 ф. Адвокатуром су се раније бавили и Паво Јовановић (1827) и Георг Крестић (1827). Много касније, др Тодор Андрић — председник црквене општине 1899. године. Затим, др Лазар Рајић који је 1907. године био члан епархијског школског одбора.
Српска читаоница мохачка је постојала 1847. године. У просторије те „касине” су 1899. године, долазили угледни посетиоци места, попут епископа будимског. Међу претплатницима српских књига у Мохачу често се срећу прота, учитељ и трговци из града и околних села. Године 1814. купци српске књиге су били Мохачани: парох Живковић, Георгије Лазаревић, Димитрије Димитријевић и Теофил Јовановић. Пачић Петар трговац мохачки 1826. године је био скупљач претплате за 10 примерака једне српске књиге. Пачић је исте године радио на растурању најстаријег српског часописа — Летописа матичиног. Георгије Крстић је 1831. године био пренумерант, као судија привилегованог града Мохача.
Крајем 19. века у Мохачу (Муачу, по локалном говору) деловало је српско црквено певачко друштво које је основао лекар, др Тихомир Бољарић.
По српском извору из 1905. године Мохач је велика општина, у којој живи 15832 становника и има 2686 домова. Срба је само 1124 душе са 102 куће. Од српских јавних здања постоје православна црква и вероисповедна школа. Црквена општина је организована а скупштина редовна, председник је Јоца Малешевић. Месту припада као парохијска филијала Куљкет. Парохија је шесте најниже платежне класе, а земљишни посед износи 13 кј. При цркви је у Мохачу деловало неколико заклада које су поправљале суморну слику свакодневице. То су биле: Заклада Софије Деметровић за оправку гробљанске капеле и оправку ограде гробља, Заклада Матије Деспинића (за спомен у цркви), Заклада Деспинића за оправку и украс иконостаса од намењених 36 кј, Заклада Јована и Шандора Сојевића те Заклада „непознатих улагача”. Српска школа има једно здање сазидано 1874. године. Учитељ је Ђока Јанковић родом из Дунасечуја, који служи 34 године у месту. Школу похађају - редовну наставу 62, а пофторну 10 ђака.

## Савремено доба
Почетком 21. века у Мохачу има још увек српског сакралног и световног наслеђа. Српска православна црква посвећена Духовима је у средишту старог градског језгра. Има изузетно висок звоник који доминира околином. Капа торња је обновљена 1894. године. У порти се налази десет епитафа и нагробних споменика. Седам епитафа су узидани у зид цркве и припадају покојним мохачким трговцима. Ту је епитаф поп Јована Поповића пароха мохачког и једног попе из Коморана. У источној огради порте су два споменка пренета из Борјада, са епитафом једног њиховог пароха. Усред српског православног гробља на северном делу насеља је српска православна капела, посвећена Св. цару Константину и Св. царици Јелени. Грађена је 1848. године, и у њој су делови иконостаса пренети из Српског Гарчина, са најстаријим деловима из 18. века. Гробље је уређено и ограђено, у одличном стању, са споменицима на српском језику, од 19. века.
У атару Мохача налази се последњи водени млин који је пре био власништво више српских породица. Откупио га је 2007. године Норберт Бугарски и након реновирања отворио под називом „Св. Никола”, који је освећен 2010. године.
Самоуправа Срба у Мохачу формирана је 1998. године, а са циљем да сачува и гаји културну баштину, обичаје, споменичко наслеђе и друге вредности српског народа. У том бираном телу су 2018. године: Душан Матеа председник, Зорица Степанов потпредседница и члан поп Радован Степанов - протојереј ставрофор и парох мохачки. У месту ради и Српска читаоница, чија је председница Зорица Степанов.

## Партнерски градови
- Бенсхајм
- Бели Манастир
- Beykoz
- Кампија Турзији
- Сјемјановице Слонскје
- Ватрло

## Знамените личности
Познати мађарски архитект и академик Ференц Пфаф рођен је у овом граду.